# Маханід
Маханід ( дав.-гр. Μαχανίδας; загинув у 207 році до н. е. під Мантінеєю, Аркадія) —давньогрецький політичний діяч і воєначальник, правитель Спарти в 212/11—207 роках до н. е., у низці джерел його називали тираном. Воював з Ахейським союзом, завоював Тегею в Аркадії. 207 року до н. е. зазнав поразки та загинув у битві при Мантінеї з ахейцями, якими командував Філопемен.

## Життєпис
Перші згадки про Маханіда в збережених джерелах відносяться до часу після 212 або найпізніше після 211 року до н. е., коли він став правителем Спарти після смерті царя Лікурга з династії Евріпонтидів. Точної інформації про те, як саме Маханід отримав та утримував владу, немає. Згідно з однією з гіпотез, він був найманцем з тарентинців і охоронцем царя, а за іншою версією, він сам належав до царської династії. Деякі джерела називають Маханіда опікуном за малолітнього сина Лікурга Пелопа; німецький антикознавець Гельмут Берве стверджував, що ці дані не відповідають дійсності, автор біографії Маханіда в «Паулі-Віссові» Віктор Еренберг, російські дослідники Л. Печатнова та Н. Сівкіна навпаки вважали їх достовірними.
Маханід не носив царський титул. Античні автори одностайно зараховують його до тиранів, оскільки він спирався на відданих йому найманців і вів агресивну зовнішню політику. При цьому дослідники відзначають, що Маханід правив розумно (без характерних для багатьох тиранів ексцесів), солдат використовував виключно проти зовнішнього ворога, і його влада, мабуть, мала якусь законну основу. У джерелах, у зв'язку з подіями початку ІІ століття до н. е., згадується «велика кількість рабів», які отримали від тиранів свободу та спартанське громадянство; імовірно Маханід був одним із цих тиранів поряд зі своїм наступником Набісом. Можливо, він намагався наділити своїх найманців землею.
Джерела, що збереглися, містять лише фрагментарні дані про військову діяльність Маханіда. За словами Плутарха, цей правитель «з великим, сильним військом погрожував всьому Пелопоннесу»  . Він завоював Тегею в Аркадії (імовірно, в 209 році до н. е.) і, мабуть, «Бельбінську область», що належала Мегалополю, в тому ж регіоні (208 року до н. е.); постійно загрожував південним кордонам Ахейського союзу, так що ахейці були змушені просити допомоги у Македонії. 208 році до н. е. Маханід готував вторгнення в Еліду під час підготовки до Олімпійських ігор, але відмовився від цієї ідеї, коли в Пелопоннесі з'явився з військом Філіпп V Македонський. Дослідники вбачають у всіх цих діях Маханіда не безсистемну агресію, а участь у великій коаліційній війні, де ворогами Спарти були ахейці та Македонія, а союзниками — етолійці та Римська республіка. При цьому Маханід не уклав союз із Римом безпосередньо: він контактував тільки з етолійцями .
На початку 207 року до н. е. новий стратег ахейців Філопемен зібрав під аркадійською Мантінеєю велику армію для походу на Спарту, але Маханід, упевнений у своїх силах, вирішив напасти першим. У Мантінеї відбулася вирішальна битва, яка була описана Полібієм. Маханід особисто очолив атаку найманців на правому крилі, звернув лівий фланг противника у втечу, але, замість того, щоб громити решту ахейського війська, кинувся переслідувати відступаючих. Тим часом ахейці відновили свою бойову лінію. Коли спартанська фаланга, наступаючи, долала довгий рів, що перетинав все поле, ахейці атакували її і змусили відступати. Маханід, побачивши все це, зупинив переслідування і спробував прорватися назад через ворожі порядки, але був покинутий майже всіма своїми людьми. У той момент, коли він скакав уздовж рову, шукаючи місце для переправи, Філопемен ударив його списом і вбив на місці. У трупа відразу відрубали голову.
Ахейці, натхненні загибеллю Маханіда, легко взяли Тегею, а потім довго грабували Лаконіку, не зустрічаючи опору. Віктор Еренберг констатував, що поведінка Маханіда в останньому бою характеризує його як людину енергійну, але при цьому нерозумну і занадто емоційну. Поразка при Мантінеї означала для Спарти втрату армії, через що наступний правитель поліса, Набіс, опинився у вкрай складному становищі.